# جائزة بيرل ميستر غرينغارد
جائزة بيرل ميستر غرينغارد (بالإنجليزية: Pearl Meister Greengard Prize) هي جائزة للنساء في علم الأحياء تمنح سنويًا من جامعة روكفلر.
تأسست الجائزة على يد الحائز على جائزة نوبل بول غرينجارد وزوجته أورسولا فون ريدسفارد تكريما لوالدة غرينغارد، بيرل ميستر غرينغارد، التي توفيت أثناء ولادته. بدأ غرينغارد تمويل الجائزة في عام 1998. تبرع غرينغارد بالحصة الكاملة من جائزة نوبل لعام 2000 لصندوق الجائزة، وتمكن من استخدام الدعاية الجديدة لجذب تمويل إضافي للجائزة، التي تم إطلاقها في عام 2004. وتتمثل الجائزة في مكافحة التمييز ضد المرأة في مجال العلوم، حيث لاحظ غرينغارد أن «المرأة لا تحصل على جوائز وتكريم بما يتناسب مع إنجازاتها».
وقد تمكن اثنان من الفائزين بالجائزة، كارول غريدر وإليزابيث بلاكبيرن، من الحصول على جائزة نوبل في الطب أو علم وظائف الأعضاء.

## الفائزين بالجائزة
- نيكول مارث لي دوارين (2004)[4]
- فيليبا ماراك (2005)[5]
- ماري فرانسيس ليون (2006)
- غيل مارتن وبياتريس مينتز وإليزابيث روبرتسون (2007)
- إليزابيث بلاكبيرن وكارول غريدر وفيكي لوندبلاد (2008)
- سوزان كوري (2009)[6]
- جانيت راولي وماري كلير كينج (2010)
- بريندا ميلنير (2011)
- جون ستايتس (2012)[7]
- هدى الزغبي (2013)[8]
- لوسي شابيرو (2014)[9]
- هيلين هوبز (2015)[10]
- بوني باسلر (2016)[11]
- جوان ستوب (2017)[12]

## روابط خارجية
- Pearl Meister Greengard Prize Website نسخة محفوظة 26 أغسطس 2017 على موقع واي باك مشين., The Rockefeller University
- The Man Who Loves Women Who Love Science, The Huffington Post, November 3, 2011
- Three Share Nobel Prize in Medicine for Studies of the Brain, The New York Times, October 10, 2000
- Spending the Nobel Prize, The Scientist, September 29, 2006
- How Nobel Winners Spend Their Prize Money, Time Magazine, October 10, 2008
- How One Nobel Laureate Gave Another A Hand, CBS Evening News, December 6, 2009